# Richard Kayne
Richard Stanley Kayne (New York, Sjedinjene Američke Države, 27. rujna 1944.), američki jezikoslovac. 

## Životopis
Na Sveučilištu Columbia diplomirao je matematiku 1964. godine. Doktorirao je lingvistiku na Massachusetts Institute of Technology 1969. godine. Predavao je na Sveučilištu u Parizu 8 (1969. – 1986.), MIT-u (1986. – 1988.) i Gradskom sveučilištu u New Yorku (1988. – 1997.). Od 1997. godine predaje na Sveučilištu New York.

## Znanstveni doprinos
Kayneova je specijalizacija sintaksa. Unutar generativističke paradigme dao je znatan doprinos razumijevanju sintakse engleskog jezika i romanskih jezika. Njegova teorija protusimetričnosti u sintaksi je standardni dio Minimalističkog programa.

## Vanjske poveznice
Web-stranica na Sveučilištu New York